# アラン・ムーアの作品一覧
本項では作家・コミック原作者アラン・ムーアによる作品の一覧を示す。

## コミック
ここには Ayres 2021 で挙げられている主要作品に加えて日本語版が出ている作品をリストした。年数は初刊の発行年を示す。
V for VendettaQuality Communications, 1982–1985. DC, 1988–1989.
『Vフォー・ヴェンデッタ』小学館プロダクション、2006年（ISBN 978-4-7968-7029-0）。
MarvelmanQuality Communications, 1982–1984. Eclipse, 1985–1989 as Miracleman.
『ミラクルマン BOOK ONE:ドリーム・オブ・フライング』ヴィレッジブックス、2014年（ISBN 978-4-86491-156-6）。オリジナル・ライター名義。
Captain BritainMarvel UK, 1982–1984.
『キャプテン・ブリテン：クルックド・ワールド』マーベルグラフィックノベル・コレクション第42号、アシェット・コレクションズ・ジャパン、2023年。
SkizzIPC Media, 1983, 1986.
D.R. and QuinchIPC Media, 1983–1985.
The Bojeffries SagaQuality Communications, 1983–1984. Fantagraphics, 1986. Atomeka Press, 1989–1990. Tundra, 1992. Top Shelf Productions/Knockabout Comics, 2014.
The Saga of Swamp ThingDC, 1984–1985. 1985–1987 as Swamp Thing.
『スワンプシング』小学館集英社プロダクション 、2010年（ISBN 978-4-7968-7073-3）。
The Ballad of Halo JonesIPC Media, 1984–1986.
Whatever Happened to the Man of Tomorrow?DC, 1986.
「何がマン・オブ・トゥモローに起こったか？」、『スーパーマン:ザ・ラスト・エピソード』小学館集英社プロダクション、2010年（ISBN 978-4-7968-7070-2）収録。
WatchmenDC, 1986–1987.
『WATCHMEN日本語版』メディアワークス、1998年（ISBN 978-4-07-309690-0）。
『Watchmen』小学館集英社プロダクション、2009年（ISBN 978-4-7968-7057-3）。
"In Pictopia"Fantagraphics, 1986.
Batman: The Killing JokeDC, 1988.
『バットマン:キリングジョーク―アラン・ムーアDCユニバース・ストーリーズ』ジャイブ 、2004年（ISBN 978-4-902314-26-7）収録。
『バットマン:キリングジョーク 完全版』小学館集英社プロダクション、2010年（ISBN 978-4-7968-7065-8）収録。
Brought to LightEclipse, 1989.
From HellSpiderbaby Grafix & Publications, 1989–1992. Mad Love Publishing,  1991–1998.
『フロム・ヘル』みすず書房、上・下巻2009年（ISBN 978-4-622-07491-5、978-4-622-07492-2）。新装合本2019年（ISBN 978-4-622-08859-2）。
Big NumbersMad Love Publishing, 1990.
A Small KillingVictor Gollancz, 1991 (ISBN 978-0-575-04747-1).
Lost GirlsSpiderbaby Grafix & Publications, 1991–1992. Kitchen Sink Press, 1996. Top Shelf, 2006.
SPAWNImage, 1993, 1995.
『SPAWN日本語版』#3, 12 メディアワークス、1996年、1998年（ISBN 978-4-07-304533-5、978-4-07-307690-2）。
1963Image, 1993.
ViolatorImage, 1994.
『VIOLATOR日本語版 SPAWN SIDE STORY』メディアワークス、1997年（ISBN 978-4-07-306319-3）。
Spawn: Blood FeudImage, 1995.
『SPAWN BLOOD FEUD日本語版』 メディアワークス、1997年（ISBN 978-4-07-307307-9）。
WildC.A.T.sImage, 1995–1998.
『WILDC.A.T.S日本語版』#9–12 メディアワークス、1999年（ISBN 978-4-07-311020-0、978-4-07-311480-2、978-4-8402-1222-9、978-4-8402-1258-8）。
SupremeImage, 1996. Awesome, 1997–1998.
The League of Extraordinary GentlemenDC, 1999–2000 (Volume 1). 2002–2003 (Volume 2).
『リーグ・オブ・エクストラオーディナリー・ジェントルメン』ジャイブ、2004年（ISBN 978-4-90231-424-3）。
『リーグ・オブ・エクストラオーディナリー・ジェントルメン（続）』ジャイブ、2004年（ISBN 978-4-86176-022-8）。
『リーグ・オブ・エクストラオーディナリー・ジェントルメン』ヴィレッジブックス、2014年（ISBN 978-4-86491-178-8）。
『続リーグ・オブ・エクストラオーディナリー・ジェントルメン』ヴィレッジブックス、2015年（ISBN 978-4-86491-222-8）。
Tom StrongDC, 1999–2006.
PrometheaDC, 1999–2005.
『プロメテア』1–3 小学館集英社プロダクション、2014年–2019年（ISBN 978-4-7968-7198-3、978-4-7968-7725-1、978-4-7968-7745-9）。
Top 10DC, 1999–2001.
『トップ10』#1–2 ヴィレッジブックス、2009年（ISBN 978-4-86332-171-7、978-4-86332-188-5）。
The League of Extraordinary Gentlemen: CenturyTop Shelf Productions/Knockabout Comics, 2009–2012.
『リーグ・オブ・エクストラオーディナリー・ジェントルメン:センチュリー』ヴィレッジブックス、2019年（ISBN 978-4-86491-412-3）。
NeonomiconAvatar Press, 2010–2011.
『ネオノミコン』国書刊行会、2021年（ISBN 978-4-336-07268-9）収録。
Crossed + 100Avatar Press, 2014–2015.
ProvidenceAvatar Press, 2015–2017.
『プロビデンス』ACT1–3 国書刊行会、2022-2024年（ISBN 978-4-336-07269-6、978-4-336-07270-2、978-4-336-07271-9）。
Cinema PurgatorioAvatar Press, 2016–2019.
The League of Extraordinary Gentlemen: The TempestTop Shelf Productions/Knockabout Comics, 2018–2019.

## 小説
Voice of the FireVictor Gollancz, 1996 (ISBN 978-0-575-05249-9).
JerusalemKnockabout Comics, 2016 (ISBN 978-0-861-66252-4).
IlluminationsBloomsbury Publishing, 2022 (ISBN 978-1-526-64315-5).

## ノンフィクション
Alan Moore's Writing for ComicsAvatar Press, 2003 (ISBN 978-1-592-91012-0).
25,000 Years of Erotic FreedomAbrams Books, 2009 (ISBN 978-0-810-94846-4).

## 映画化作品

### 映画
| 年   | 題名                                                                            | 原作                                                                                          |
| ---- | ------------------------------------------------------------------------------- | --------------------------------------------------------------------------------------------- |
| 1989 | 怪人スワンプシング Swamp Thing                                                  | 『スワンプシング』 レン・ウィーン、バーニー・ライトソン                                       |
| 2001 | フロム・ヘル From Hell                                                          | 『フロム・ヘル』 アラン・ムーア、エディ・キャンベル                                           |
| 2003 | リーグ・オブ・レジェンド/時空を超えた戦い The League of Extraordinary Gentlemen | 『リーグ・オブ・エクストラオーディナリー・ジェントルメン』 アラン・ムーア、ケヴィン・オニール |
| 2005 | コンスタンティン Constantine                                                    | 『ヘルブレイザー』 ジェイミー・デラノ、ガース・エニス                                         |
| 2005 | Vフォー・ヴェンデッタ V for Vendetta                                            | 『Vフォー・ヴェンデッタ』 デイヴィッド・ロイド                                                |
| 2009 | ウォッチメン Watchmen                                                           | 『ウォッチメン』 デイヴ・ギボンズ                                                             |
| 2016 | バットマン: キリングジョーク Batman: Killing Joke                               | 『バットマン: キリングジョーク』 ブライアン・ボランド                                         |

### テレビシリーズ
| 年   | 題名                  | 原作                              |
| ---- | --------------------- | --------------------------------- |
| 2019 | ウォッチメン Watchmen | 『ウォッチメン』 デイヴ・ギボンズ |